# یونایتد نیوز بنگلادش
یونایتد نیوز بنگلادش (بنگالی: ইউনাইটেড নিউজ অব বাংলাদেশ UNB ইউএনবি) یک خبرگزاری بخش خصوصی بنگلادش است که در سال ۱۹۸۸ تأسیس شد. عنایت الله خان یونایتد نیوز بنگلادش را در دهه ۱۹۸۰ تأسیس کرد. این اولین سرویس خصوصی کاملاً دیجیتالی در جنوب آسیا است.
یونایتد نیوز بنگلادش عضو نهادهای بین‌المللی مانند سازمان خبرگزاری‌های آسیا و اقیانوسیه، اتحادیه مطبوعات مشترک المنافع، مرکز تحقیقات و اطلاعات ارتباطات جمعی آسیا و آسیا نت است.
یونایتد نیوز بنگلادش در هر منطقه بنگلادش گزارشگر و خبرنگار دارد و روزانه خدمات رسانی ۲۰ میلیون نفر را بر عهده دارد.
فرید حسین سردبیر یونایتد نیوز بنگلادش است. او پیش از این به عنوان رئیس دفتر بنگلادش آسوشیتد پرس خدمت کرده بود. او همچنین با قراردادی دو ساله به عنوان وزیر مطبوعات در کمیسیون عالی بنگلادش در دهلی نو خدمت کرده است.
این سازمان که در سال ۱۹۸۸ راه‌اندازی شد دربرگیرنده روزنامه‌های بنگلادشی و بین‌المللی، نشریات، اخبار رادیویی و تلویزیونی است. یونایتد نیوز بنگلادش از نظر سازمانی به سازمان آژانس‌های خبری آسیا و اقیانوسیه (اوآنا)، اتحادیه مطبوعات مشترک‌المنافع (سی‌پی‌یو) از مرکز اطلاع‌رسانی و ارتباطات رسانه‌های آسیایی(AMIC) و آسیا نت نیوز (AsiaNet)، وابسته است.

## زمینه‌های کاری
یونایتد نیوز بنگلادش اخبار بنگلادش از سیاست گرفته تا اقتصاد، توسعه تا بلایای طبیعی و غیره را پوشش می‌دهد. اخیراً، یونایتد نیوز تیمی را برای ارائه پوشش چندرسانه‌ای جامع از رویدادهای رخ داده در بنگلادش گرد هم‌آورده است.